# Полевой, Игорь Васильевич
Игорь Васильевич Полевой (укр. Ігор Васильович Польовий, позывной — Слон; 20 октября 1996, Дюла — 23 октября 2024, Курская область) — украинский военнослужащий, лейтенант, участник российско-украинской войны. Герой Украины (2025, посмертно).

## Биография
Родился 20 октября 1996 года в селе Дюла Закарпатской области. Окончил Национальную академию Государственной пограничной службы Украины имени Богдана Хмельницкого.
Служил в 1-м пограничном отряде морской охраны, затем — в 15-м отдельном пограничном отряде «Стальной кордон».
В мае 2024 года участвовал в боях за Волчанск.
Погиб 23 октября 2024 года от осколочного ранения в Курской области.
Похоронен на Лычаковском кладбище во Львове.

## Награды
- Звание «Герой Украины» с удостоением ордена «Золотая Звезда» (26 февраля 2025, посмертно) — за личное мужество и героизм, проявленные в защите государственного суверенитета и территориальной целостности Украины, верность военной присяге[3].